# 2002年度電視節目欣賞指數調查
2002年度電視節目欣賞指數調查，頒獎禮於2003年2月28日頒發。

## 結果

### 最佳電視節目
- 第一位：尋找他鄉的故事V（亞洲電視）
- 第二位：鐵窗邊緣（香港電台）
- 第三位：星期二／五／六檔案（無綫電視）
- 第四位：鏗鏘集（香港電台）
- 第五位：新聞透視（無綫電視）
- 第六位：情常在（無綫電視）
- 第七位：愛子方程式（香港電台）
- 第八位：生命激流（香港電台）
- 第九位：絕地探險–最後之羅布泊（亞洲電視）
- 第十位：獅子山下經典重現特輯（香港電台）
- 第十一位：生活逼人來（香港電台）
- 第十二位：孩子上戰場（香港電台）
- 第十三位：法證如山（香港電台）
- 第十四位：有線新聞（有線電視）
- 第十五位：頭條新聞（香港電台）
- 第十六位：新聞／財經／天氣報告（無綫電視）
- 第十七位：集體回憶70年代（香港電台）
- 第十八位：走出貧困（亞洲電視）
- 第十九位：香港領袖系列— 「逆境自強」（香港電台）
- 第二十位：幾許風雨（香港電台）

### 時事及公共事務節目金獎
- 星期二／五／六檔案（無綫電視）

### 資訊節目金獎
- 尋找他鄉的故事V（亞洲電視）

### 娛樂節目金獎
- 鐵窗邊緣（香港電台）

### 最佳進步獎
- 連營珠三角（香港電台）
- 文化風情（亞洲電視）
- 歡樂今宵（無綫電視）
- 洪朝豐·一個機會（有線電視）

### 評審團大獎
- 情常在之盧瑋鑾（小思）（無綫電視）

### 評審團推薦獎
- 孩子上戰場之徵召入伍（香港電台）

## 外部連結
- 電視節目欣賞指數2002（页面存档备份，存于）